# 南美洲湖泊列表

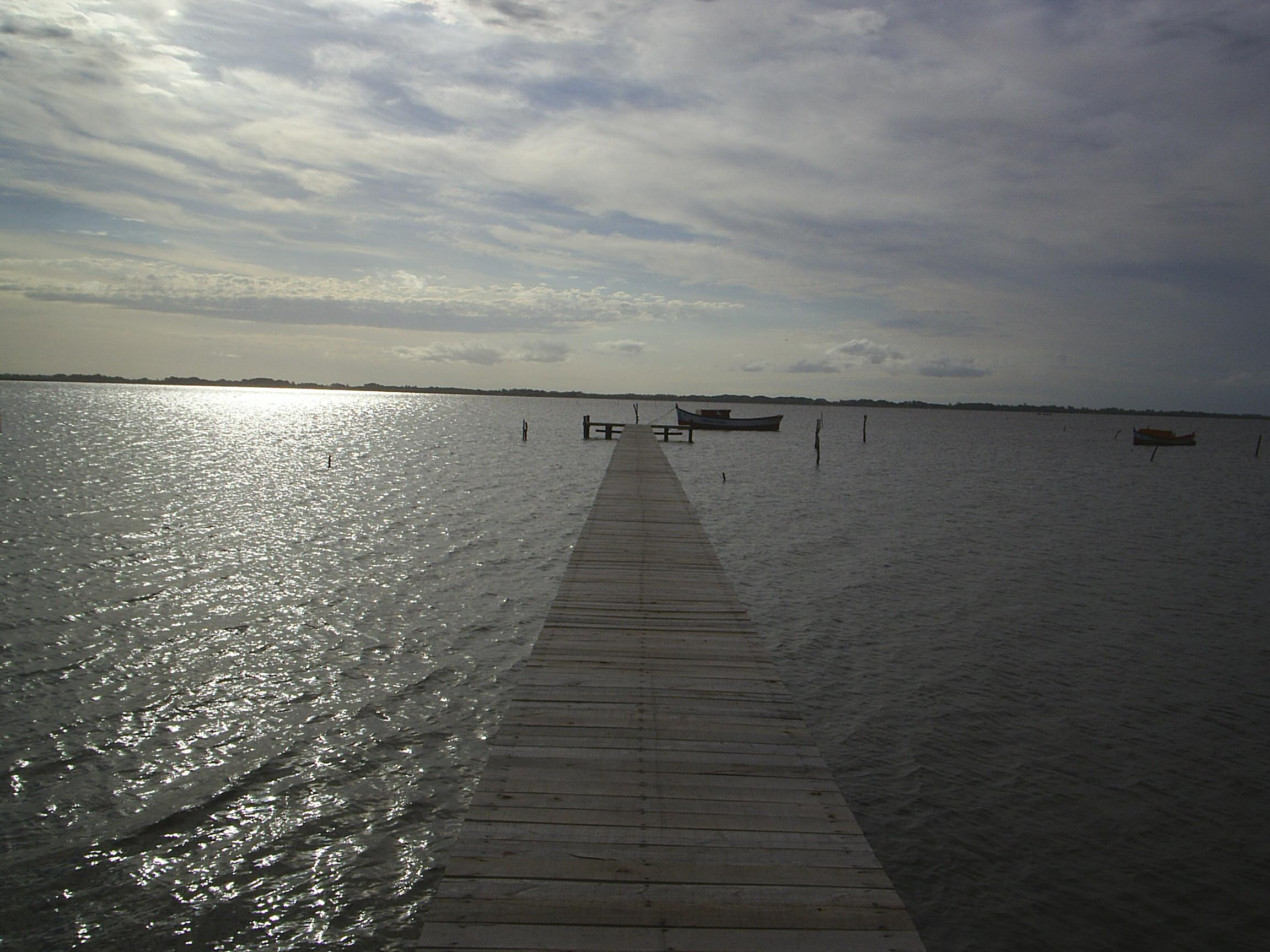
帕托斯潟湖

## 安第斯山脉地区的湖泊
- 的的喀喀湖，是世界上海拔最高且大船可通航的湖泊。
- 波波湖，為一個高原湖泊，位於玻利維亞西南部。
- 米林湖

## 潟湖
- 马拉开波湖，安第斯山北段一斷層陷落的構造湖，為南美洲最大的湖泊。
- 帕托斯潟湖

## 玻利维亚
- 烏魯烏魯湖，被烏尤尼鹽沼圍繞，是熱門的划船和釣魚地點。

## 秘魯
- 胡寧湖，面積529.88平方公里，是國內重要的觀鳥地點。

## 巴塔哥尼亞地區的湖泊

### 智利和阿根廷邊界的湖
- 布宜諾斯艾利斯湖（阿根廷名稱）或卡雷拉將軍湖（智利名稱）為冰川造成的冰磧湖。
- 奧伊金斯湖（智利名稱）或聖馬丁湖（阿根廷名稱）為美洲最深的湖泊。
- 別德馬湖，一面積1,088 km²的冰緣湖，別德馬冰川在其西端。

### 阿根廷國內的湖
- 納韋爾瓦皮湖 位於阿根廷的湖泊，在巴塔哥尼亞的北端。
- 阿根廷湖，為阿根廷全國面積最大的淡水湖。